# Lulinobservatoriet
Lulinobservatoriet (kinesiska: 鹿林天文台), är ett astronomiskt observatorium som drivs av Institute of Astronomy vid National Central University i Taiwan.
Det ligger på 2 862 meters höjd på toppen av Mount Lulin på gränsen mellan distrikten Nantou och Jiayi. Mer än 800 himlakroppar, huvudsakligen asteroider, har upptäckts vid observatoriet. Den gröna Lulins komet, som är den första komet som har upptäckts av en taiwanesisk forskare, observerades härifrån för första gången år 2007 liksom småplaneten 147918 Chiayi senare samma år.
Observatoriet är avsett för forskning och tar inte emot besökare. Det är bland annat utrustat med ett optiskt teleskop med en spegel på en meter (LOT) från 2002, fyra hopkopplade 0,5 meters robotteleskop (TAOS projektet) och ett 0,4 meters teleskop (LSST). Ett tvåmeters teleskop är för närvarande under byggnad.